# Torre Imagina la Paz
La Torre Imagina la Paz (en islandés: Friðarsúlan que literalmente significa la 'Columna de la Paz') es un monumento en la isla de Viðey en la bahía de Kollafjörður, en el área de Reikiavik, la capital de Islandia. Se lo dedicó Yoko Ono a John Lennon, autor de la canción Imagine. Se inauguró el 9 de octubre de 2007, día del que hubiese sido 67 cumpleaños del fallecido ex-beatle.

## Características
La instalación consiste en una torre de luz, que se enciende entre el 9 de octubre (día del nacimiento de John Lennon) y 8 de diciembre (día de su fallecimiento), proyectada verticalmente desde un monumento de piedra blanca que tiene las palabras "Imagina la Paz" talladas en ella en 24 idiomas. Estas palabras y el nombre de la torre son una referencia a la canción Imagine, compuesta por el ex-Beatle John Lennon como un himno de paz. 
La torre consta de 15 reflectores con prismas que actúan como espejos, reflejando la columna de luz verticalmente, hacia el cielo. A menudo, esta llega a la base de las nubes, que puede llegar a  penetrar. En una noche clara, el resplandor puede alcanzar los 4.000 metros de altura.

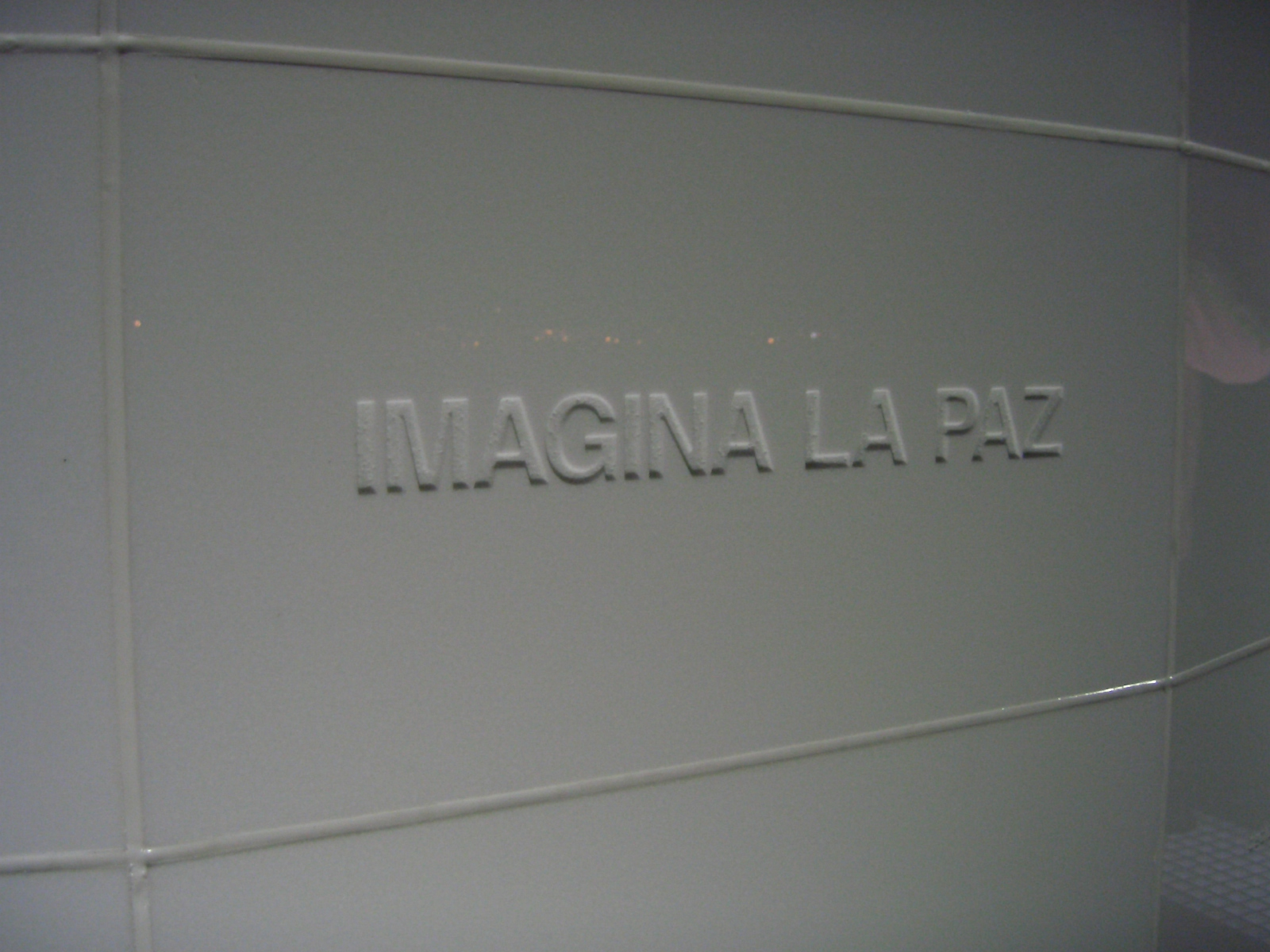
Piedra tallada con el nombre de la torre en español.